# Bahrain International Challenge 2016
Die Bahrain International Challenge 2016 als offene internationale Meisterschaft von Bahrain im Badminton wurde vom 27. bis zum 30. Oktober 2016 in Seqaya ausgetragen. Es war die vierte Auflage des Turniers.

## Sieger und Platzierte
| Disziplin    | Gold                                              | Silber                               | Bronze                                           |
| ------------ | ------------------------------------------------- | ------------------------------------ | ------------------------------------------------ |
| Herreneinzel | Pratul Joshi                                      | Aditya Joshi                         | Anand Pawar                                      |
| Herreneinzel | Pratul Joshi                                      | Aditya Joshi                         | Siddharath Thakur                                |
| Dameneinzel  | Sri Fatmawati                                     | Asty Dwi Widyaningrum                | Maharani Sekar Batari                            |
| Dameneinzel  | Sri Fatmawati                                     | Asty Dwi Widyaningrum                | Olivia Chelin Maria Kambey                       |
| Herrendoppel | Evgeny Dremin Denis Grachev                       | Vighnesh Devlekar Rohan Kapoor       | Adnan Ebrahim Wahid Thakiyudheen                 |
| Herrendoppel | Evgeny Dremin Denis Grachev                       | Vighnesh Devlekar Rohan Kapoor       | Rohit Jaykumar Vishnu Sreekumar                  |
| Damendoppel  | Tanisha Crasto Variella Aprilsasi Putri Lejarsari | Farha Mather Ashna Roy               | Doha Hany Hadia Hosny                            |
| Mixed        | Evgeny Dremin Evgenia Dimova                      | Anatoliy Yartsev Evgeniya Kosetskaya | Abdelrahman Kashkal Hadia Hosny                  |
| Mixed        | Evgeny Dremin Evgenia Dimova                      | Anatoliy Yartsev Evgeniya Kosetskaya | Heri Setiawan Variella Aprilsasi Putri Lejarsari |